# لينج أووش
لينج أووش هو ناشط بيئي كمبودي. أمضى طفولته في غابات كمبوديا حيث أصبح ناشط ضد عمليات قطع الأشجار الجائرة في غابات كمبوديا. كان يعرف عنه التخفي و البحث خلسه لمحاولة إكتشاف عمليات قطع الأشجار الجائرة و الغير شرعية في غابات بلده الأم كمبوديا.

## بداية حياته
قضى لينج أووش معظم طفولته في نظام الخمير الحمر.في بداية تعليمه أمضى الجزء الأول من حياته مختبئًا في أدغال كمبوديا ثم بعد انتقال الأسرة إلى بنوم بنه في عام 1980 ،عمل من أجل تعليمه وحصل على منحة دراسية في القانون مما سمح له بالانضمام إلى العديد من منظمات حقوق الإنسان حيث بدأ حياته المهنية كناشط.

## حياته المهنية
أسس لينج أووش فريق عمل حقوق الإنسان في كمبوديا (CHRTF) ، وهي منظمة لمكافحة إزالة الغابات في كمبوديا.  خلال العقد الأول من القرن الحادي والعشرين و تحديدا عام 2010 ، كان يظهر في كثير من الأحيان متخفيًا في مواقف خطرة لإلتقاط الصور وتسجيل الأدلة على قطع الأشجار غير القانوني  مما أدى إلى إلغاء 23 امتيازًا للأراضي وكشف مجموعة كبيرة من قطاع الأشجار.  غالبًا ما كان يتبنى التنكر لمساعدته في عمله ، ساهم لينج في الكشف عن آلاف الجرائم ومصادرة الأخشاب ومعدات قطع الأشجار. يواجه لينج خطرًا في مجال عمله حيث يتم اعتقاله مع نشطاء آخرين عدة مرات.

## الجوائز
حصل لينغ على جائزة جولدمان البيئية في عام 2016 لمساهمته في كشف الفساد وقطع الأشجار غير القانوني في كمبوديا.